# Boris Dron
Boris Dron, nacido el 17 de marzo de 1988 en Virton, es un ciclista belga. Debutó en 2010 con el equipo Lotto-Bodysol y desde junio de 2017 corre con el equipo Tarteletto-Isorex.

## Palmarés
2011
- 1 etapa de la Vuelta a Lieja